# Vereinte Evangelische Mission
Die Vereinte Evangelische Mission (VEM) ist eine internationale Missionsgemeinschaft von 38 Mitgliedskirchen unterschiedlicher Traditionen in Afrika, Asien und Deutschland sowie den von Bodelschwinghschen Stiftungen Bethel. Die Zusammenarbeit der Mitglieder basiert auf Gleichberechtigung, sodass die Partnerschaft alle Richtungen umfasst: Nord-Süd, Süd-Nord und auch Süd-Süd. Auf dieser Grundlage umfasst die Arbeit der VEM den Austausch von Personal und die Gewährung finanzieller Hilfen, mit dem Ziel, die Programme der Partner zu stärken, Verantwortung und Erfahrungen zu teilen und in Not- und Konfliktsituationen Hilfe zu leisten.

## Geschichte

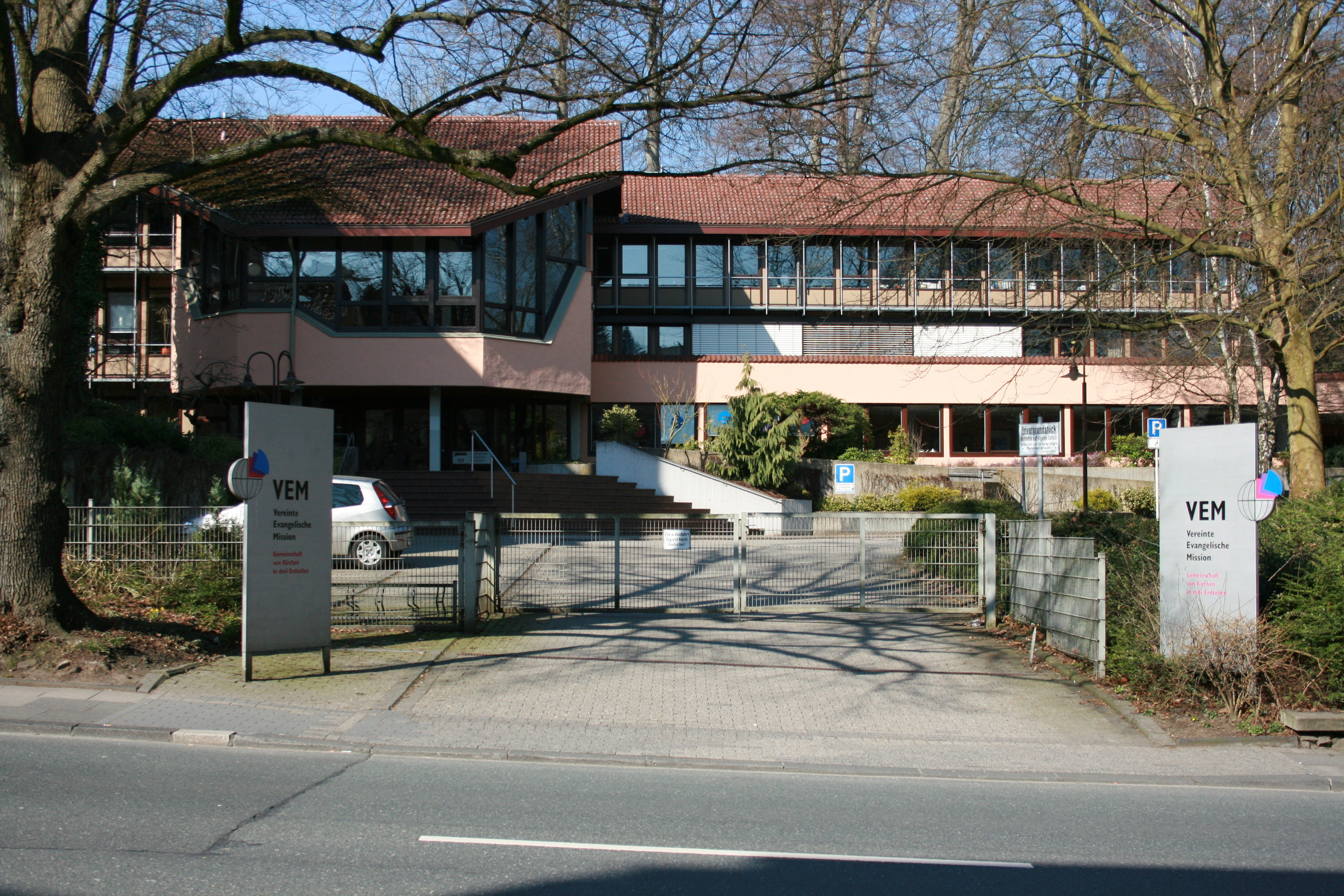
Die Vereinte Evangelische Mission in Wuppertal

Die VEM entstand aus der Rheinischen Mission, die 1828 durch den Zusammenschluss der evangelischen Missionsvereine aus Elberfeld, Barmen und Köln entstand. 1971 schlossen sich die 1886 gegründete Bethel Mission und die Rheinische Mission zur VEM zusammen, 1979 kam die Zaire-Mission hinzu. Maßgeblich geprägt wurde die VEM von Peter Sandner (1927–2017), der sie von 1974 bis 1990 als Direktor leitete.
Seit 1996 ist die VEM eine internationale Kirchengemeinschaft mit gleichberechtigten Mitgliedern aus Afrika, Asien und Deutschland. Im Jahr 2021 feierte die VEM unter dem Motto „United in Mission“ ihr 25-jähriges Jubiläum als internationalisierte Mission.

## Organisation

### Mitglieder
Folgende Kirchen sind Mitglieder der VEM:

#### Afrika
Botswana
- Evangelisch-Lutherische Kirche in Botswana (ELCB)

Demokratische Republik Kongo
- Baptistische Kirche im Zentrum Afrikas (CBCA)
- Kirche der Jünger Christi im Kongo (CDCC)
- Kirche der Vereinigten Evangelischen Gemeinden (CADELU)
- Evangelische Kirche im Kongo (ECC)

Kamerun
- Evangelische Kirche von Kamerun (EEC)

Namibia
- Evangelisch-Lutherische Kirche in der Republik Namibia (ELCRN)

Ruanda
- Church of the Province of Rwanda (EAR): Diözesen Butare, Cyangugu, Kigeme, Shyogwe
- Presbyterianische Kirche in Ruanda (EPR)

Südafrika
- Rheinische Kirche Südafrika (RC-SA)
- Vereinigte Reformierte Kirche im südlichen Afrika (URCSA)

Tansania
- Evangelisch-Lutherische Kirche in Tansania (ELCT): Karagwe-Diözese (KAD), Nord-Ost-Diözese (NED), Nord-West-Diözese (NWD), Ost- und Küstendiözese (ECD)

#### Asien
China
- Synode der Chinesisch-Rheinischen Kirche in Hongkong (CRC)

Indonesien
- Christlich-Bataksche Gemeinschaftskirche (GPKB)
- Christliche Kirche in Indonesien (HKI)
- Christliche Kirche aus Nord-Mittel-Java (GKJTU)
- Christliche Kirche in Ost-Java (GKJW)
- Christlich-Protestantische Angkola-Batakkirche (GKPA)
- Christlich-Protestantische Karo-Batakkirche (GBKP)
- Christlich-Protestantische Pak-Pak-Dairi-Kirche (GKPPD)
- Christlich-Protestantische Kirche in Indonesien (GKPI)
- Christlich-Protestantische Kirche auf Nias (BNKP)
- Christlich-Protestantische Mentawai-Kirche (GKPM)
- Christlich-Protestantische Simalungun-Batakkirche (GKPS)
- Christlich-Protestantische Toba-Batakkirche (HKBP)
- Evangelische Kirche in Kalimantan (GEK)
- Evangelische Kirche in West-Papua (GKI)

Philippinen
- Vereinigte Kirche Christi in den Philippinen (UCCP)

Sri Lanka
- Methodistische Kirche von Sri Lanka (MC-SL)

#### Europa
Deutschland
- Evangelische Kirche in Hessen und Nassau (EKHN)
- Evangelische Kirche von Kurhessen-Waldeck (EKKW)
- Evangelische Kirche im Rheinland (EKiR)
- Evangelische Kirche von Westfalen (EKvW)
- Evangelisch-reformierte Kirche  (ErK)
- Lippische Landeskirche (LL)
- von Bodelschwinghsche Stiftungen Bethel (vBS Bethel)

### Struktur
Seit der Gründung der internationalen VEM als Gemeinschaft von protestantischen Kirchen aus Afrika, Asien und Deutschland (einschließlich der von Bodelschwinghschen Stiftungen) im Juni 1996 werden Finanzmittel, Aufsicht und Verantwortung unter den 39 Mitgliedern solidarisch und gleichberechtigt geteilt. Die trilaterale Verflechtung zwischen den Mitgliedern in allen drei Regionen ist kennzeichnend für die Arbeit der VEM. Der Austausch von Mitarbeitern und jungen Freiwilligen erfolgt nicht nur in Nord-Süd-, sondern auch in Süd-Nord- und Süd-Süd-Richtung.
Die Zusammenarbeit mit der Altreformierten Kirche in Deutschland und dem Dachverband der evangelischen Kirchen in Indonesien (PGI) ist in einem Assoziierungsvertrag geregelt. Die Legislaturperiode umfasst sechs Jahre, und die Vollversammlung der VEM trifft sich alle drei Jahre abwechselnd in einer der drei VEM-Regionen Afrika, Asien und Deutschland. Hier entscheiden die Delegierten aus allen drei Regionen gemeinschaftlich über die Verwendung der Haushaltsmittel, obgleich die größten Spenden immer noch aus Deutschland stammen.
Der Tatsache, dass im Zuge der ökonomischen Globalisierung einige VEM-Mitglieder aus dem Süden zunehmende finanzielle Potenz erlangt haben, wird mit der Kampagne „United Action“ Rechnung getragen. Hierbei handelt es sich um eine Fundraising-Aktion, mit der zahlreiche afrikanische und asiatische Geberkirchen bestimmte Projekte beispielsweise für Kinder in Not regionsübergreifend finanzieren.
Der mit Vertretern aus allen drei Regionen paritätisch besetzte Rat übt die Aufsichtsfunktion aus und trifft Entscheidungen von organisationspolitischer Bedeutung. Der Aufsichtsratsvorsitzende bzw. Moderator der VEM ist seit 2022 der tansanische Bischof Abednego Keshomshahara. Das Amt der Moderatorin/des Moderators wird abwechselnd mit einem Repräsentanten aus Afrika, Asien und Deutschland von der Vollversammlung neu besetzt. Das operative Geschäft führt der ebenfalls international zusammengesetzte Vorstand. Die Mitarbeitenden in den VEM-Regionalbüros in Dar-es-Salaam (Tansania), Pematangsiantar (Indonesien) und Wuppertal sind für die Implementierung der Programme in den Regionen zuständig. Die Regionen Afrika, Asien und Deutschland verwalten sich über einen Regionalvorstand selbst und halten regelmäßig Regionalversammlungen ab.
Im Jahre 2008 gab sich die VEM ein Leitbild, das auf fünf Säulen beruht:
1. Advocacy
2. Diakonie
3. Evangelisation
4. Partnerschaften sowie
5. Training & Empowerment

Hierunter werden zahlreiche und vielfältige Programme und Projekte in allen drei Regionen geplant, koordiniert und durchgeführt. Deutschlandweit werden Beziehungen zu anderen Missionswerken wie zur Evangelischen Mission in Solidarität und zur Norddeutschen Mission, aber auch zu Partnern im Bereich der Entwicklungszusammenarbeit wie Brot für die Welt gepflegt und ausgebaut.
Die VEM ist Mitglied im Dachverband des Evangelischen Missionswerks in Deutschland (EMW). Auf internationaler Ebene kooperiert die VEM mit ökumenischen Organisationen wie dem Ökumenischen Rat der Kirchen (ÖRK), Lutherischen Weltbund (LWB), Forum Menschenrechte, Westpapua-Netzwerk sowie mit internationalen Missionswerken wie CEVAA und dem Council of World Mission (CWM). Die VEM ist Vollmitglied von ACT Alliance und Vorstandsmitglied der Klima-Kollekte.
Die Geschäftsstelle ist in Wuppertal. Generalsekretär der VEM ist seit dem 1. März 2024 der indonesische Theologe Andar Parlindungan.

## Missionsverständnis
Die VEM verfolgt seit ihren Anfängen ein ganzheitliches Missionsverständnis. Das heißt, neben der Verkündigung des Evangeliums möchte sie die schulischen, diakonischen und medizinischen Bedingungen der Menschen verbessern sowie für Gerechtigkeit, Frieden und Bewahrung der Schöpfung eintreten.

### Archiv und Museumsstiftung
In den Räumen der Archiv- und Museumsstiftung der VEM (Vereinte Evangelische Mission) in Wuppertal werden die historischen Bestände (Schriftarchiv, Bildarchiv und ethnographisch-missionshistorische Sammlung) der Rheinischen Missionsgesellschaft und der Bethel Mission bewahrt und der wissenschaftlichen Forschung sowie einer interessierten Öffentlichkeit zugänglich gemacht. Das zur Stiftung gehörende Museum auf der Hardt vermittelt anhand von originalen Schrift- und Bilddokumenten sowie etlichen Reproduktionen die Geschichte der beiden Gesellschaften. Die Ausstellung veranschaulicht die historischen Bedingungen des Kontaktes zwischen den deutschen Missionaren und den Menschen in den ehemaligen Missionsgebieten in Afrika, Asien und Ozeanien sowie den Wandel dieser Beziehungen bis in die Gegenwart einer internationalen Organisation christlicher Kirchen. Zahlreiche historische Objekte aus den ehemaligen Missionsgebieten sind ebenfalls zu sehen.

### VEM-Stiftung
2004 wurde mit 200.000 € zur Förderung der Arbeit der VEM eine Stiftung gegründet. Diese ist durch Zustiftungen, Schenkungen, Erbschaften und Vermächtnisse bis heute auf etwa 5 Millionen Euro angewachsen. Nur die durch ethische Anlage erwirtschaften Zinserträge dürfen verwendet werden.